# زلاتنیکی-هودکوویتسه
زلاتنیکی-هودکوویتسه (به چکی: Zlatníky-Hodkovice) یک منطقهٔ مسکونی در جمهوری چک است که در شهرستان پراگ-غرب واقع شده‌است. زلاتنیکی-هودکوویتسه ۷٫۶۵ کیلومتر مربع مساحت و ۱٬۱۶۱ نفر جمعیت دارد و ۳۶۱ متر بالاتر از سطح دریا واقع شده‌است.